# Кампофилоне
Кампофилоне (итал. Campofilone) насеље је у Италији у округу Фермо, региону Марке.
Према процени из 2011. у насељу је живело 810 становника. Насеље се налази на надморској висини од 174 м.

## Становништво
| 1936. | 1951. | 1961. | 1971. | 1981. | 1991. | 2001. | 2011. |
| ----- | ----- | ----- | ----- | ----- | ----- | ----- | ----- |
| 1.994 | 2.152 | 1.857 | 1.650 | 1.618 | 1.678 | 1.803 | 1.951 |